# 馬薩倫布群島
馬薩倫布群島印度尼西亞的群島，位於爪哇島和婆羅洲之間的爪哇海，由3個主要島嶼組成，行政方面由東爪哇省負責管轄，當地居民使用馬都拉語。